# 費爾菲爾德 (伊利諾伊州)
費爾菲爾德（英語：Fairfield）是一個位於美國伊利諾伊州韋恩縣的城市。根據2010年美國人口普查，該地人口為5154人，而該地的面積約為10.55平方千米。同時該地也是韋恩縣的縣治。

## 地理
費爾菲爾德的座標為38°22′49″N 88°21′57″W / 38.38028°N 88.36583°W，而該地的平均海拔高度為131米（即430英尺）。